# Bangsri (Plandaan)
Bangsri is een bestuurslaag in het regentschap Jombang van de provincie Oost-Java, Indonesië. Bangsri telt 2277 inwoners (volkstelling 2010).